# Anneau unitaire
Ne doit pas être confondu avec Anneau unique.
Pour les articles homonymes, voir Anneau.
En mathématiques un anneau unitaire, parfois appelé anneau unifère mais souvent simplement appelé anneau, est une des structures algébriques fondamentales de l'algèbre générale. Il s'agit d'un ensemble muni de deux opérations qui satisfont certaines des propriétés de l'addition et la multiplication des nombres entiers relatifs.

## Aspect historique
L'étude des anneaux trouve son origine dans l'école allemande du XIXe siècle. Elle est développée par les mathématiciens Dedekind, Hilbert, Fraenkel et Noether. Elle naît de l'étude des équations algébriques, des nombres algébriques et de la recherche d'une démonstration du grand théorème de Fermat. Elle conduira à un développement important de l'algèbre générale et de la géométrie algébrique.
Dans le Xe Supplément de sa seconde édition des Leçons sur la théorie des nombres de Dirichlet, en 1871, Dedekind considère, à côté de la notion de corps (Körper), l'anneau des entiers d'un corps de nombres algébriques ; il introduira un peu plus tard d'autres anneaux qu'il appelle ordres (Ordnung). Mais c'est David Hilbert qui emploie le terme d'anneau (Ring) pour définir ce qui est toujours à l'époque un anneau commutatif unitaire, dans son Rapport sur les nombres (Zahlbericht) de 1897 pour la Deutsche Mathematiker-Vereinigung.

## Définition

### Définition par les structures algébriques inhérentes
En termes algébriques, on munit un ensemble A d'une structure d'anneau unitaire en le munissant de deux lois de compositions internes (abrégé en LCI) (notées ici + et ×) telles que :
- (A,+) soit un groupe abélien[3] ;
- (A,×) soit un monoïde ;
- × soit distributive (à gauche et à droite) sur +.

### Définition explicite
En termes plus explicites, un anneau unitaire est un ensemble A dans lequel sont données deux LCI (notées + et ×) vérifiant les propriétés suivantes :
- Quels que soient les éléments a, b et c appartenant à l'ensemble A :
  - {\displaystyle (a+b)+c=a+(b+c)} : associativité de +
  - {\displaystyle a+b=b+a} : commutativité de +
  - {\displaystyle (a\times b)\times c=a\times (b\times c)} : associativité de ×
  - {\displaystyle a\times (b+c)=(a\times b)+(a\times c)} : distributivité à gauche de × sur +
  - {\displaystyle (b+c)\times a=(b\times a)+(c\times a)} : distributivité à droite de × sur +
- Il existe un élément, noté 0 et appelé élément neutre de +, tel que pour tout élément a appartenant à l'ensemble A :
  - {\displaystyle a+0=0+a=a}
- Tout élément a appartenant à l'ensemble A possède un opposé, noté –a, qui vérifie :
  - {\displaystyle a+(-a)=(-a)+a=0}
- Il existe un élément, noté 1 et appelé élément neutre de ×, ou élément unité[5], tel que pour tout élément a appartenant à l'ensemble A :
  - {\displaystyle a\times 1=1\times a=a}

### Notations et conventions
On dira simplement « anneau » plutôt que « anneau unitaire » (cf. ci-dessous).
On notera alors l'anneau ci-dessus (A,+,×). Mais on note usuellement A pour simplifier les notations (quoique ce soit bien entendu un abus de langage).
Pour les LCI, on se permettra les mêmes conventions notatives dans un anneau que dans ℤ :
- Pour simplifier les notations, la LCI + suivra la notation additive, tandis que la LCI × suivra la notation multiplicative ;
- On considérera que × est prioritaire sur + (c'est-à-dire que l'on calcule les × avant les +).

En suivant ceci, on peut par exemple formuler de manière plus légère la distributivité à gauche donnée plus haut : {\displaystyle a(b+c)=ab+ac}.

### Note terminologique: «anneau» ou «anneau unitaire»?
Une minorité d'auteurs définissent un anneau sans exiger l'existence d'un élément neutre pour la multiplication. Le lecteur à la recherche d'informations sur cette structure, qui n'est pas l'objet du présent article, se réfèrera à l'article pseudo-anneau. Du fait de cette variabilité de définition, il peut être prudent lorsqu'on craint une confusion de préciser anneau unitaire (ou unifère) lorsqu'on évoque un anneau au sens de cet article, un anneau ayant un neutre multiplicatif.

### Anneau commutatif
Un anneau commutatif est un anneau dont la loi multiplicative est elle aussi commutative. En explicitant comme ci-dessus, il faut alors rajouter au premier point :
- {\displaystyle a\times b=b\times a}

## Exemples

### Exemples d'anneaux commutatifs
- L'ensemble à un seul élément {0} muni des opérations 0 + 0 = 0 et 0 · 0 = 0 est un anneau commutatif, appelé anneau nul, ou anneau trivial[8].
- L'ensemble ℤ des entiers relatifs, muni de l'addition et de la multiplication est un anneau commutatif[9].
- Un corps commutatif est un anneau commutatif pour lequel tous les éléments non nuls sont inversibles pour la multiplication. Parmi beaucoup d'autres, l'ensemble ℚ des nombres rationnels, l'ensemble ℝ des nombres réels, l'ensemble ℂ des nombres complexes, munis de l'addition et de la multiplication usuelles, sont des corps commutatifs, donc des anneaux commutatifs[10].
- L'ensemble des classes de congruence modulo un nombre entier strictement positif donné n est un anneau commutatif pour la loi provenant de la congruence ; il est noté ℤ/nℤ[9].
- L'ensemble des polynômes à coefficients dans un anneau commutatif est aussi un anneau commutatif[11].

### Exemples d'anneaux non commutatifs
- Les endomorphismes d'un espace vectoriel forment un anneau, où la première loi est l'addition de fonction pour la loi + et la deuxième la composition[12]. Il n'est pas commutatif en général.
- L'anneau Mn(A) des matrices carrées de taille n à coefficients dans un anneau unitaire A est lui-même un anneau unitaire (le neutre multiplicatif étant la matrice identité In), non commutatif si n > 1.
- Les quaternions d'Hamilton constituent un corps non commutatif[13].

### Contre-exemples
- L'ensemble ℕ des entiers naturels n'est pas un anneau, car ce n'est pas un groupe quand on le munit de l'addition : l'existence des opposés fait défaut. C'est un semi-anneau.
- L'ensemble 2ℤ des entiers (relatifs) pairs n'est pas un anneau, car sa multiplication n'a pas d'élément neutre[14]. C'est un pseudo-anneau.
- L'ensemble des octonions n'est pas un anneau, car sa multiplication n'est pas associative[13]. On parle parfois d'anneau non associatif (en)[15].
- Pour tout groupe non trivial (G, +), le groupe (GG, +) des applications de G dans G devient, lorsqu'on le munit de la composition ∘, un presque-anneau (en), mais pas un anneau même si G est commutatif, car la distributivité à gauche n'est pas vérifiée : on n'a pas f∘(g + h) = (f∘g) + (f∘h).

### Et encore d'autres exemples
On trouvera davantage d'exemples aux sections idoines des articles consacrés à des classes particulières d'anneaux, et notamment les articles  anneau commutatif, anneau intègre et algèbre associative sur un corps.
La section « Construction d'anneaux » ci-dessous fournit également une liste plus complète et systématisée d'exemples.

## Concepts de base

### Morphismes
Un morphisme d'anneaux est une application f entre deux anneaux A et B qui est compatible avec leur structure, au sens précis suivant :
Pour tous a, b dans A :
{\displaystyle f(a+b)=f(a)+f(b)}
{\displaystyle f(a\cdot b)=f(a)\cdot f(b)}
En particulier, si A et B sont unitaires, ce morphisme est dit unitaire si 
{\displaystyle f(1_{A})=1_{B}}
Les applications suivantes sont des exemples de morphismes d'anneaux :
- La conjugaison de l'anneau des nombres complexes vers lui-même[17]. Ce morphisme est bijectif (on dit que c'est un automorphisme de ℂ) ;
- Pour n entier strictement positif, la projection de ℤ sur l'anneau ℤ/nℤ ;
- La fonction d'évaluation, qui associe à un polynôme P à coefficients réels sa valeur P(c) en un réel fixé c.

Les morphismes d'anneaux se composent entre eux, faisant de la classe des anneaux une catégorie.

### Sous-anneaux
Une partie B d'un anneau A est appelée un sous-anneau de A lorsque :
- B est un sous-groupe additif de A
- B est stable pour la multiplication
- Le neutre multiplicatif de A appartient à B.

Voici quelques exemples de sous-anneaux :
- L'anneau ℤ des entiers relatifs est un sous-anneau de l'anneau ℝ des nombres réels ;
- Les polynômes sans monôme du premier degré forment un sous-anneau de l'anneau de polynômes ℝ[X] ;
- Les fonctions continues de ℝ vers ℝ forment un sous-anneau de l'anneau de toutes les fonctions de ℝ vers ℝ.

Un morphisme d'anneaux injectif entre deux anneaux induit une identification entre son anneau de départ et un sous-anneau de son anneau d'arrivée.

### Idéaux et anneaux-quotients
De façon duale quoiqu'un peu plus technique, la notion d'anneau quotient permet de décrire l'anneau d'arrivée d'un morphisme surjectif comme un quotient de l'anneau de départ. Sa définition repose sur la notion d'idéaux bilatères, qui sont les objets par lesquels on peut quotienter (ils sont en ce sens analogues aux sous-groupes distingués de la théorie des groupes).
Un idéal bilatère I  d'un anneau A (ou simplement « idéal » quand aucune confusion n'est à craindre, notamment dans le cas commutatif) est un sous-groupe additif de A vérifiant : 
pour tout x de I et tout a de A, ax ∈ I et xa ∈ I.
On définit un idéal à gauche (resp. à droite) comme un sous-groupe additif pour lequel on exige seulement la condition ax ∈ I (resp. xa ∈ I). Quoiqu'ils ne permettent pas la construction d'anneaux quotients, ce sont des concepts importants en théorie des anneaux non commutatifs.
Voici quelques exemples d'idéaux :
- Dans tout anneau A, {0}  et A sont deux idéaux bilatères de A[20].
- Dans un anneau commutatif A, l'ensemble des multiples d'un élément donné b (c'est-à-dire des ab, a parcourant A) est un idéal de A, dit idéal principal engendré par b. Par exemple, l'ensemble des multiples de 5 est un idéal de l'anneau ℤ.
- L'ensemble des polynômes à coefficients entiers dont le terme constant est pair est un idéal de l'anneau commutatif ℤ[X], qui n'est pas principal.
- Dans l'anneau non commutatif des matrices carrées à coefficients réels, l'ensemble des matrices dont la première colonne est nulle est un idéal à gauche, l'ensemble des matrices dont la première ligne est nulle est un idéal à droite. Il n'y a pas d'idéaux bilatères hormis les deux idéaux triviaux du premier exemple.

Un idéal bilatère I permet de construire un anneau quotient : le groupe quotient commutatif A/I peut être muni d'une multiplication qui en fait un anneau, la projection canonique de A sur A/I étant alors un morphisme surjectif. Comme annoncé en introduction à la sous-section, l'image de tout morphisme surjectif d'anneaux est isomorphe à un quotient de son anneau de départ (le quotient par le noyau du morphisme).

### Calcul dans un anneau
Muni de sa seule multiplication, un anneau est un monoïde particulier. Les définitions qui font sens dans ce cadre plus large (voire dans un cadre encore plus général) peuvent donc être utilisées pour dénommer des propriétés d'éléments de l'anneau. Sont entre autres pertinents en théorie des anneaux les concepts suivants, qui concernent tous la deuxième loi (la multiplication) :
- ceux d'éléments permutables et d'élément central ;
- celui d'élément idempotent ;
- celui de puissances entières positives d'un élément (incluant la convention x0 = 1 pour tout x)[22] ;
- ceux d'élément inversible (ou seulement d'élément inversible à gauche, ou inversible à droite), et de puissances à exposant négatif pour de tels éléments. Comme dans tout monoïde, les inversibles forment un groupe, qu'on appelle le groupe des unités de l'anneau.

Dans tout anneau :
- 0 est absorbant pour la multiplication (car  a . 0 = a . (0 + 0) = a . 0 + a . 0 et, puisque tout élément est régulier pour l'addition, a . 0 = 0) ;
- (–a) ∙ b = –(a ∙ b) (car (–a) ∙ b + (a ∙ b) = (–a + a) ∙ b = 0 ∙ b = 0) ;
- a ∙ (–b) = –(a ∙ b) (de même) ;
- en particulier, (–1) ∙ x = x ∙ (–1) = –x (donc (–1) ∙ (–x) = (–x) ∙ (–1) = –(–x) = x).

Dans un anneau, il est généralement impossible de simplifier dans une multiplication sans précautions. On sait par exemple que si des matrices carrées A, B et C vérifient l'identité AB = AC, on ne peut en déduire que B = C et ce même si A n'est pas la matrice nulle. Les deux concepts qui suivent permettent d'analyser ces défauts de simplification :
- un élément non nul a de A est un diviseur de zéro à droite (resp. à gauche) s'il existe un élément b de A non nul tel que ba = 0 (resp. ab = 0)[23]. On dit que c'est un diviseur de zéro si c'est un diviseur de zéro à droite ou un diviseur de zéro à gauche[24].
- un élément a de A est dit nilpotent lorsqu'il existe un entier m ≥ 1 tel que am = 0. Le plus petit entier pour lequel cette identité est vérifiée est appelé l'ordre de nilpotence de a. Tout élément nilpotent non nul est un diviseur de zéro.

Exemples : 
2 est nilpotent dans tous les anneaux ℤ/2nℤ où n ≥ 2.
La formule du binôme de Newton est applicable à tout couple d'éléments permutables. Pour tous x, y permutables et tout entier n positif ou nul :
Elle se généralise à toute famille finie d'éléments permutables deux à deux : c'est la formule du multinôme.

### Caractéristique
La caractéristique d'un anneau est, s'il existe, le plus petit entier strictement positif n tel que :
Si un tel entier n'existe pas (autrement dit si 1 est d'ordre additif infini) on dit que la caractéristique est nulle.

### Modules
Le formalisme des espaces vectoriels, où des scalaires, éléments d'un corps, multiplient des vecteurs, peut être étendu à des scalaires éléments d'un anneau. On appelle modules les structures ainsi définies.
L'étude des modules est une fin en soi, et a de multiples retombées qui ne sont pas l'objet du présent article. L'une d'entre elles a néanmoins sa place ici : un anneau peut être considéré comme un module sur lui-même, ce qui permet le réinvestissement en théorie des anneaux de techniques propres aux modules.
Plus précisément, étant donné un anneau A dont on note × la multiplication, on conserve sa loi de groupe additif, et on le munit d'une loi externe notée ∙ en posant, pour α scalaire dans A et a vecteur dans A : 
L'addition et cette loi externe munissent alors A d'une structure de module à gauche sur A. De la même façon, la loi externe définie par : a∙α = a × α le munirait d'une structure de module à droite.
Cette structure fournit un nouvel éclairage sur A. On constate par exemple que les idéaux à gauche (resp. droite) sont exactement les sous-modules pour la structure de module à gauche (resp. droite) et, dans le cas commutatif, que les idéaux sont exactement les sous-modules.

### Algèbres associatives unitaires
On appelle algèbre associative unitaire sur un anneau commutatif R un anneau A qui est en outre muni d'une loi externe de module ayant R pour anneau de scalaires, compatible avec la loi interne de multiplication au sens suivant : pour tout scalaire α dans R et tous éléments a, b de A :
Les algèbres associatives unitaires forment donc une vaste classe d'anneaux et en fournissent des collections très variées d'exemples importants. Par ailleurs tout anneau peut être considéré comme une algèbre sur ℤ de la même façon que tout groupe abélien peut être considéré comme un ℤ-module, et tout anneau commutatif peut être considéré comme une algèbre sur lui-même (la commutativité est indispensable ici). Les outils propres à la théorie des algèbres associatives sont donc disponibles pour construire et étudier des anneaux.

## Anneaux commutatifs
La très riche théorie spécifique aux anneaux commutatifs est appelée algèbre commutative. On se réfèrera à l'article détaillé anneau commutatif, prolongé par l'article anneau intègre, pour un panorama des concepts qui sont propres à cette classe d'anneaux : anneaux principaux, anneaux factoriels, élément entier, etc.

## Construction d'anneaux
Deux des concepts les plus fondamentaux pour produire des exemples d'anneaux ont déjà été évoqués plus haut :
- Les sous-anneaux d'un anneau donné sont à leur tour des anneaux : c'est comme cela, par exemple, que l'on produira l'anneau des fonctions continues à partir de l'anneau de toutes les fonctions[29]. En théorie algébrique des nombres, à partir de deux anneaux commutatifs A ⊂ B inclus l'un dans l'autre, l'anneau des éléments de B entiers sur A est un sous-anneau[30] important.
- Les anneaux quotients par un idéal bilatère sont à leur tour des anneaux. La méthode reçoit des applications très variées, particulièrement en algèbre commutative, fournissant l'anneau ℤ/nℤ mais aussi de façon plus cachée des constructions de corps commutatifs comme quotients d'anneaux de polynômes sur un corps déjà connu (voir à ce sujet l'article « Corps de rupture ») — on construit ainsi tous les corps finis à partir des seuls ℤ/pℤ, ou le corps ℂ des complexes à partir du corps ℝ des réels. La géométrie algébrique regorge d'anneaux construits par cette méthode, ainsi l'anneau non réduit des nombres duaux.

Ces deux procédés nécessitent de disposer préalablement d'un anneau. Pour initialiser les constructions, les techniques suivantes sont particulièrement importantes :
- Étant donné un groupe abélien E, l'ensemble Endℤ(E) des endomorphismes de groupe de E muni de l'addition des fonctions et de la composition est un anneau. En appliquant cette construction à E = ℤ2, on obtient un premier exemple non commutatif, isomorphe à l'anneau des matrices (2, 2) à coefficients entiers.
  - Si E est muni d'une structure plus riche que celle de groupe abélien, notamment de module sur un anneau plus étoffé que celui des entiers relatifs, voire d'espace vectoriel, les endomorphismes de groupe respectant la structure additionnelle peuvent constituer un sous-anneau de celui fourni à l'exemple précédent. Par exemple, si E = ℝ2 vu comme espace vectoriel sur ℝ, l'ensemble de ses endomorphismes d'espace vectoriel Endℝ(ℝ2) est un anneau, sous-anneau du gigantesque anneau Endℤ(ℝ2) de ses endomorphismes de groupe. Il est isomorphe à l'anneau des matrices (2, 2) à coefficients réels.
  - En fait, tout anneau A est sous-anneau d'un tel anneau de morphismes de ℤ-module, à savoir Endℤ(A). Si l'on définit la : A → A par la(x) = ax, on constate que la est un endomorphisme pour la structure de groupe abélien, puis que a ↦ la est un morphisme d'anneaux injectif de A dans Endℤ(A).
- Étant donné un anneau A, on sait construire un anneau de polynômes à coefficients dans A, noté A[X].
  - L'itération de ce procédé fournit les anneaux de polynômes en plusieurs indéterminées.

Un autre outil fondamental, à partir d'anneaux déjà connus, est le produit direct :
- Étant donné une famille d'anneaux Ai, on construit un produit de ces anneaux (dont l'ensemble sous-jacent est le produit cartésien des ensembles Ai).
  - Un cas remarquable est celui où tous les Ai sont un même anneau A. L'ensemble sous-jacent à leur produit est alors l'ensemble AI des applications de I vers A, muni de l'addition et de la multiplication usuels des applications.
  - Lorsque les Ai constituent un système projectif, on construit comme sous-anneau de leur produit un anneau limite projective du système. Cette procédure permet de construire les anneaux de séries formelles sur un anneau commutatif ou l'anneau ℤp des entiers p-adiques.

Certaines techniques sont du domaine de l'algèbre commutative :
- La localisation consiste, étant donné un anneau intègre, à ajouter des éléments de sorte à rendre possible la division par certains des éléments de l'anneau (le concept existe aussi pour des anneaux commutatifs quelconques, mais est un peu plus technique). Lorsqu'on autorise tous les dénominateurs (sauf 0), on construit le corps des fractions de l'anneau intègre, ainsi le corps ℚ des nombres rationnels à partir de l'anneau des entiers ; lorsqu'on autorise les seuls dénominateurs n'appartenant pas à un idéal maximal donné, on construit un anneau local, construction particulièrement fréquente en géométrie algébrique.
- La complétion (en) d'un anneau topologique fournit le corps des nombres réels à partir de celui des nombres rationnels. Les exemples de limite projective donnés plus haut (séries formelles, entiers p-adiques) peuvent aussi être rattachés à ce mode de construction.

Le point de vue des algèbres associatives unitaires fournit un dernier outil :
- Le produit tensoriel peut être utilisé de diverses façons pour construire de nouveaux anneaux. En premier lieu, étant donné un anneau commutatif R et un R-module V, l'algèbre tensorielle de V est une algèbre associative unitaire remarquable, donc un anneau remarquable. En second lieu, le produit tensoriel d'algèbres permet de « multiplier » entre eux deux anneaux d'une façon très différente de la construction du produit direct donnée plus haut.

### Pour une introduction à la théorie des anneaux
- (en) David M. Burton, A First Course in Rings and Ideals, Addison Wesley, 1970Tout en restant accessible à un débutant, ne néglige pas les anneaux non commutatifs. Prendre garde que dans cet ouvrage ring est employé pour désigner un pseudo-anneau.
- Jean Fresnel, Anneaux, Paris, Hermann, 2001, 359 p. (ISBN 978-2-7056-1447-8, BNF 37692694)Traite de façon prépondérante des anneaux commutatifs.

Les cours d'algèbre générale contiennent inévitablement un ou plusieurs chapitres consacrés aux anneaux. Sans chercher l'exhaustivité, on citera :
- N. Bourbaki, Algèbre, Hermann, 1970 ;
- (en) Paul Cohn, Algebra, t. 1, Wiley, 1974, 321 p. (ISBN 978-0-471-16430-2) ;(en) Algebra, t. 2, Wiley, 1989, 428 p. (ISBN 978-0-471-92234-6) ;
- Roger Godement, Cours d'Algèbre, Hermann, 1966, 2e éd. (très accessible) ;
- (en) Pierre-Antoine Grillet, Abstract Algebra, New York, Springer-Verlag, 2007, 669 p. (ISBN 978-0-387-71567-4, BNF 41150017) ;
- Serge Lang, Algèbre, Paris, Dunod, 2004, 3e éd., 926 p. (ISBN 978-2-10-007980-3, BNF 39285909) ;
- Saunders MacLane et Garrett Birkhoff, Algèbre : Structures fondamentales, Gauthier-Villars, 1967.

### Pour aller un peu plus loin
- (en) Tsit Yuen Lam, A First Course in Noncommutative Rings, Springer, coll. « GTM » (no 131), 2001, 2e éd. (1re éd. 1991), 385 p. (ISBN 978-0-387-95183-6, présentation en ligne)
- (en) Louis Rowen, Ring theory, vol. 1, Boston, Academic Press, 1988 (ISBN 978-0-12-599841-3, BNF 44638370, lire en ligne)